# Clifford Étienne
Clifford Étienne est un ancien boxeur américain né le 9 mars 1970 à Lafayette, Louisiane, et à présent emprisonné pour une durée de 150 ans après plusieurs délits (vols à main armée, tentatives de meurtre sur officiers de police, possession de cocaïne…),. Récidiviste, Clifford Étienne avait déjà passé dix ans en prison (où il apprendra à boxer), de 1988 à 1998, pour avoir commis un vol à main armée.

## Carrière
Après des débuts prometteurs et notamment une victoire contre le futur champion de la WBO des poids lourds Lamon Brewster le 6 mai 2000, il devient champion d'Amérique du Nord NABF de cette catégorie le 9 septembre suivant en battant Cliff Couser par arrêt de l'arbitre au 3e round.
Alors invaincu en 19 combats, il est stoppé dans sa progression par Fres Oquendo qui le bat au 8e round le 23 mars 2001. Après pourtant une nouvelle série de 5 victoires et 1 match nul, sa carrière prend un tournant irrémédiable lorsqu'il est mis KO au 1er round par Mike Tyson en 49 s le 22 février 2003,. Clifford Etienne livre son dernier combat avant son emprisonnement le 14 mai 2005. Il est à nouveau mis KO par le géant russe Nikolay Valuev au 3e round.